# Кальбах (город в Германии)
Кальбах (нем. Callbach) — община в Германии, в земле Рейнланд-Пфальц.
Входит в состав района Бад-Кройцнах. Подчиняется управлению Майзенхайм. Население составляет 383 человека (на 31 декабря 2010 года). Занимает площадь 5,39 км².